# Budi Gunawan

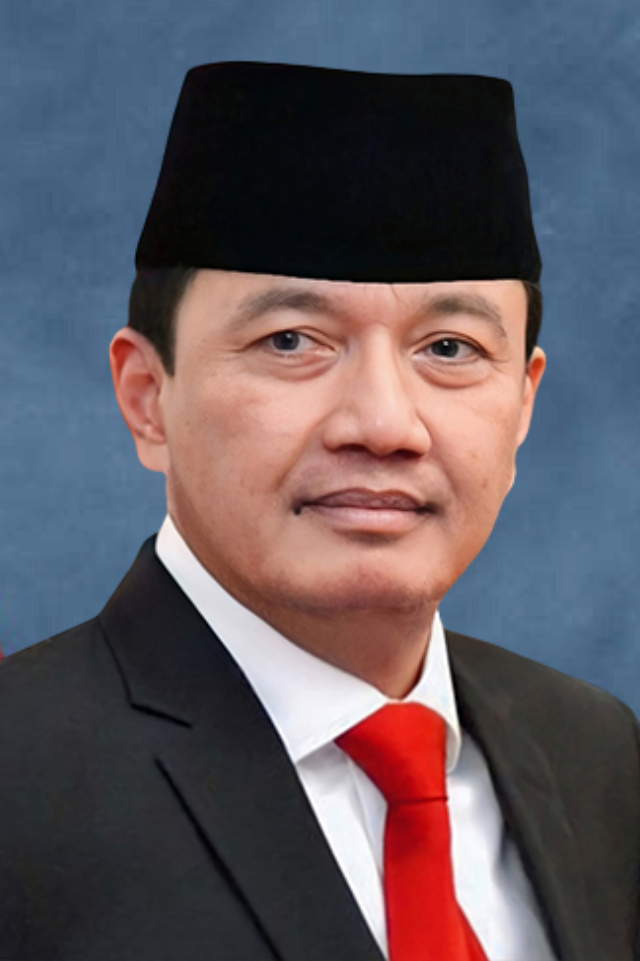
Budi Gunawan (2020)

Tan Sri Budi Gunawan (* 11. Dezember 1959 in Surakarta, Jawa Tengah) ist ein indonesischer Polizeibeamter und Politiker, der unter anderem als Polizeigeneral zwischen 2016 und 2024 Leiter des Staatlichen Geheimdienstes BIN war und seit 2024 Koordinierender Minister für politische und sicherheitspolitische Angelegenheiten im Kabinett Subianto ist. Darüber hinaus ist er seit 2020 erster Vorsitzender von Pengurus Besar Esports Indonesia PBESI, des E-Sport-Verbandes Indonesiens sowie seit 2024 Vorsitzender der Nationalen Polizeikommission.

## Leben
Budi Gunawan war 1983 Absolvent der Polizeiakademie AKPOL (Akademi Kepolisian) und fand darauf zahlreich Verwendungen als Beamter der Nationalpolizei POLRI (Kepolisian Negara). 1999 wurde er als Oberst (Kolonel Polisi/Komisaris Besar Polisi) polizeilicher Berater von Megawati Sukarnoputri, die von 26. Oktober 1999 bis 23. Juli 2001 Vizepräsidentin sowie zwischen dem 23. Juli 2001 und dem 20. Oktober 2004 Präsidentin der Republik Indonesien war. Er absolvierte zudem ein Studium an der Fakultät für Rechtswissenschaften der Universitas Trisakti und schloss dort seine Promotion zum Doktor der Rechte ab. Nach Verwendungen im Büro für berufliche Entwicklung der Personalabteilung der Nationalpolizei SSDM (Staf Sumber Daya Manusia) und als Direktor der Offiziersschule des Nationalen Polizeiausbildungsinstituts LEMDIKLAT (Lembaga Pendidikan dan Pelatihan) wurde er am 14. Januar 2008 als Brigadegeneral (Brigadir Jenderal Polisi) Nachfolger von Carel Risakotta als Chef der Polizei der Provinz Jambi (Kepolisian Daerah Jambi) und verblieb in dieser Verwendung bis zu seiner Ablösung durch Raden Sulistiyono am 31. Oktober 2009.

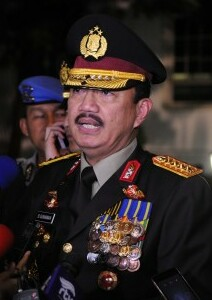
Gunawan als Leiter des Staatlichen Geheimdienstes BIN (2016).

Nach Dienstposten als Leiter der Abteilung Rechtsentwicklung (2009 bis 2010) sowie als Leiter der Abteilung für Beruf und Sicherheit (2010 bis 2012) übernahm er als Generalinspektor (Inspektur Jenderal Polisi) am 6. März 2012 von Totoy Herawan Indra den Posten als Chef der Polizei der Provinz Bali und bekleidete das Amt bis zum 26. Dezember 2012, woraufhin Arif Wachyunadi neuer Chef der Provinzpolizei wurde. Er wiederum wurde zum Generalkommissar (Komisaris Jenderal Polisi) befördert und löste Oegroseno am 26. Dezember 2012 als Leiter des Nationalen Polizeiausbildungsinstituts LEMDIKLAT (Kepala Lembaga Pendidikan Polri) ab. Er hatte diese Funktion bis zu seiner Ablösung durch Syafruddin Kambo am 26. April 2015 inne, während er selbst am 22. April 2015 Badrodin Haiti als stellvertretender Chef der Nationalpolizei (Wakil Kepala Kepolisian Negara) wurde. Diese Position bekleidete er bis zum 9. September 2016 und wurde daraufhin abermals von Generalkommissar Syafruddin Kambo abgelöst.
Am 9. September 2016 übernahm Gunawan von Generalleutnant Sutiyoso Leiter des Staatlichen Geheimdienstes BIN (Badan Intelijen Negara) und hatte dieses Amt bis zum 21. Oktober 2024 inne, woraufhin Generalleutnant Muhammad Herindra seine Nachfolge antrat. Als Leiter des BIN war er zugleich weiteres Mitglied im Kabinett Widodo II. Darüber hinaus ist er seit dem 18. Januar 2020 erster Vorsitzender von Pengurus Besar Esports Indonesia PBESI, des neu gegründeten E-Sport-Verbandes Indonesiens.
Als Nachfolger von Hadi Tjahjanto übernahm er schließlich am 21. Oktober 2024 im Kabinet Merah Putih (Rot Weiß Kabinett), dem Kabinett von Präsident Prabowo Subianto, das Amt als Koordinierender Minister für politische und sicherheitspolitische Angelegenheiten. Am 5. November 2024 wurde er zudem zum Vorsitzenden der Nationalen Polizeikommission KOMPOLNAS (Komisi Kepolisian Nasional) ernannt, während Tito Karnavian zum stellvertretender Vorsitzender wurde.
Aus seiner Ehe mit Susilawati Rahayu gingen drei Kinder hervor.

## Veröffentlichungen
- Koloni Keadilan, („Kolonie der Gerechtigkeit“), Forum Media Utama, 2006
- Terorisme: Mitos & Konspirasi, („Terrorismus: Mythen und Verschwörungen“), Forum Media Utama, 2006
- Membangun Kompetensi Polri, („Aufbau polizeilicher Kompetenz“), Yayasan Pengembangan Kajian Ilmu Kepolisian, 2006
- Kiat Sukses Polisi Masa Depan, („Tipps für zukünftigen Erfolg in der Polizei“), Personal Development Training, 2007
- Kebohongan di Dunia Maya, („Lügen im Cyberspace“), Kepustakaan Populer Gramedia, 2018
- Demokrasi di Era Post Truth, („Demokratie in der Post-Truth-Ära“), Kepustakaan Populer Gramedia, 2021
- MEDSOS di Antara Dua Kutub, („Soziale Medien zwischen zwei Polen“), Rayyana Komunikasindo, 2021
- Kuasa Siber: Sebuah Refleksi Kritis, („Cybermacht: Eine kritische Reflexion“), Rayyana Komunikasindo, 2022
- Membentuk Manusia Perang Pikiran, („Menschenbildung im Gedankenkrieg“), Rayyana Komunikasindo, 2022